# Microsoft Expression Design
 (août 2020).
Si vous disposez d'ouvrages ou d'articles de référence ou si vous connaissez des sites web de qualité traitant du thème abordé ici, merci de compléter l'article en donnant les références utiles à sa vérifiabilité et en les liant à la section « Notes et références ».
Microsoft Expression Design est un outil de création et d'illustration professionnel, basé sur le logiciel Creature House Expression acheté par Microsoft en 2003, qui permet de créer des éléments pour l’interface utilisateur d’applications Web ou de bureau. 
Expression Design fait partie de la suite Microsoft Expression Studio et a été complètement écrit en utilisant le WPF.

## Commercialisation
Microsoft Expression Design a été envoyé en production, avec les autres logiciels de la suite Expression Studio, le 30 avril 2007. Expression Design nécessite le .NET Framework 3.0 puisqu'il utilise Windows Presentation Foundation. Expression Design est disponible comme une partie de la suite Microsoft Expression Studio.
À la différence du produit original Expression Studio, Expression Design fut uniquement disponible pour Windows XP et Windows Vista. La version de Mac OS X a été abandonnée.
Le Service Pack 1 pour Expression Design est sorti le 17 octobre 2007. Le développement d'Expression Design a été interrompu en 2012 et le logiciel est téléchargeable gratuitement sur le site de Microsoft.